# Sport Clube Beira-Mar
Maillots
Le Sport Clube de Beira-Mar est un club de football portugais, fondé le 1er janvier 1922. Il est basé à Aveiro. Il évolue dans le championnat du Portugal. 
Plusieurs disciplines sportives sont pratiquées au sein de ce club professionnel (basket-ball, boxe, natation, judo, futsal).
Ses infrastructures sont : le stade Municipal d'Aveiro réalisé pour l'euro 2004 au Portugal, une piscine de 50 mètres couvertes, un pavillon pluridisciplinaire (Pavilhao do Alvoi).
Sport Clube Beira-Mar est un club très représentatif de la région Centre.

## Histoire du club

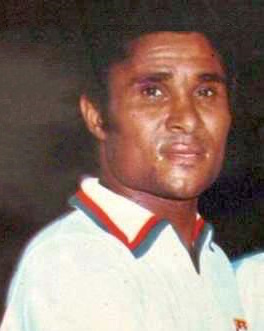
Eusébio.

### Les origines
Terminé le cauchemar de la première guerre mondiale de 14-18 et après l'instauration de la République au Portugal, Aveiro sentit la nécessité  de remplir un vide au niveau sportif. Certes il existait dans la ville d'Aveiro deux clubs qui pratiquaient des modalités sportives avec un franc succès mais au niveau football...c'était le néant car la pratique n'était qu'épisodique.
Un groupe de jeunes hommes décidèrent de constituer une association de football dans la zone de la gare du chemin de fer à Aveiro. Cette idée revigora les deux clubs qui existaient déjà au sein de la ville et ces derniers phagocitèrent la récente association tournée vers le football.
C'est en 1921 qu'un groupe d'amis commença à concrétiser cette idée de se doter d'un club de football pour la ville d'Aveiro ; club capable de donner du prestige à leur ville de naissance. Et c'est ainsi que naquit le Sport Clube Beira-Mar...Pourquoi Beira-Mar (traduction littérale  : à côté de la mer) car la ville d'Aveiro est au bord d'une rivière et de la mer...et que l'idée de ce groupe d'amis germa...au bord de mer dans leur esprit.

### L'officialisation du club
À l'heure de la naissance du club, il y avait beaucoup de déficiences car le club partait de zéro et tous ceux qui ont entrepris un projet d'entreprise, d'association, dans leur existence savent à quel point il est difficile de partir de zéro pour constituer quelque chose de viable.
Les premières rencontrent se sont soldées par des défaites, fruits de l'inexpérience du nouveau club mais le projet était en marche.
Le club devint officiel le 1er janvier 1922.

### Le premier titre
Une fois les structures sportives mises en place, une bonne organisation du club installée, le Sport club beira-Mar conquit son premier titre avec les honneurs : Champion régional de première division en 1928-1929. Ce titre mis fin à l'hégémonie d'un autre club du district : Sporting de Espinho.

## Infrastructures

### Stade municipal Aveiro

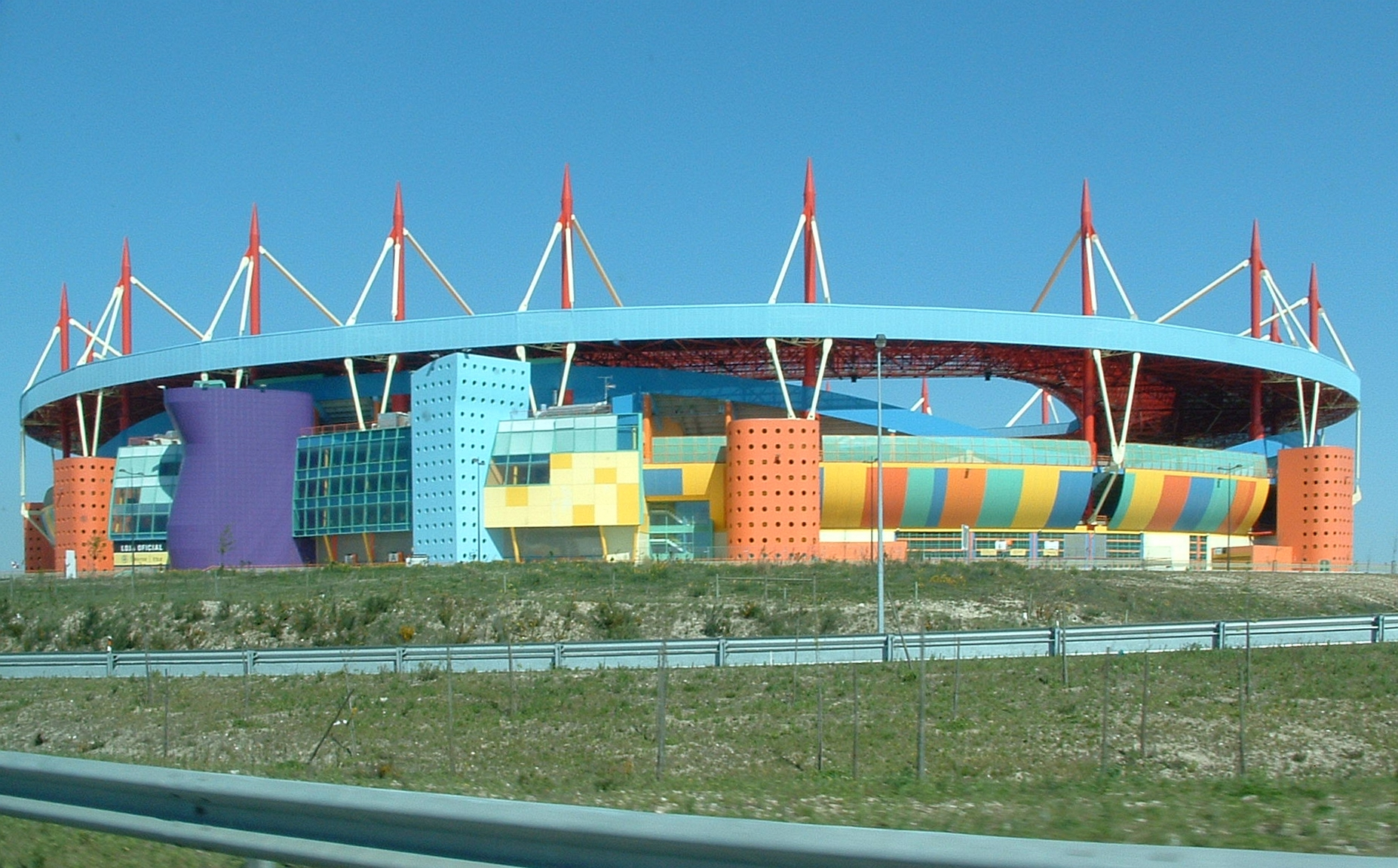
Stade municipal Aveiro

Le stade municipal de Aveiro a été inauguré le 15 avril 2003 avec un jeu amical entre le Portugal et la Grèce, ce quelques mois avant ce qui allait être le match d'ouverture et la finale de l'Euro 2004 remporté par la Grèce au Portugal.
Ce stade est une réalisation de l'architecte portugais Tomás Taveira (qui a réalisé aussi le stade du sporting clube de Portugal) et appartient à une entreprise municipale ; le club d'aveiro n'étant que locataire de ce stade.
C'est une réalisation superbe qui ne peut laisser insensible le spectateur.
- capacité : 30 127 places
- Tribune présidentielle : 90 places
- Tribunes de prestiges : 460 places
- Tribunes pour entreprise : 360 places
- Tribunes pour les médias (presse, TV) : 897 places

### Pavillon de Alvoi
C'est une enceinte pour la pratique du sport dans toutes ses variantes possibles puisqu'il est pluridisciplinaire.

## Groupe de supporters
Les ultras auri-negros sont le groupe de supporters du Sport club de Beira-Mar. Ils ont été constitués en 2000 et ont créé une association en 2003 avec un organe exécutif démocratiquement élu.

## Palmarès
- Coupe du Portugal (1)
  - Vainqueur : 1999
  - Finaliste : 1991

- Supercoupe du Portugal (0)
  - Finaliste : 1999

- Coupe Ribeiro dos Reis (1)
  - Vainqueur : 1965

- Championnat du Portugal de deuxième division (2)
  - Vainqueur : 2006, 2010
  - Vice-champion : 1998, 2000

- Championnat du Portugal de troisième division (3)
  - Vainqueur : 1961, 1965, 1971

- Championnat du Portugal de quatrième division (1)
  - Vainqueur : 1959

## Anciens logos

Logo n°1

## Entraîneurs du club
- 1993-1994 : Zoran Filipović  Monténégro
- 1994-1995 : Rodolfo Reis  Portugal
- 1997-2004 : António Sousa  Portugal
- 2004-Sept.2004 : Mick Wadsworth  Royaume-Uni
- Sept.2004-Dec.2004 : Manuel Cajuda  Portugal
- 2005-Nov.2006 : Inácio  Portugal
- Nov.2006-Jan.2007 : Carlos Carvalhal  Portugal
- Jan.2007-2007 : Paco Soler  Espagne
- 2008-2009 : António Sousa  Portugal
- 2009-2010 : Bruno Moura  Portugal
- 2010-2011 : Leonardo Jardim  Portugal
- 2011-2012 : Rui Bento  Portugal
- 2012-fév. 2013 : Ulisses Morais
- fév. 2013 - : Costinha

## Anciens joueurs
- Eusébio
- Eusébio Lopes
- Manuel Cajuda
- André Leão
- Rui Lima
- Ribeiro
- Tininho
- Ezequias
- Mário Jardel
- Edgar Bruno da Silva
- Marcelo Martini Labarthe
- Emerson da Luz
- Ricardo
- Fernando Aguiar
- Hassan Ahamada
- Atila Turan
- Paul Murray
- Mourtala Diakité
- Andrija Delibašić
- Antolín Alcaraz
- Pavel Srníček
- Fary Faye
- Magdi Abdelghani